# Hashimotova tyroiditida
Hashimotova tyroiditida, také známá jako Hashimotova nemoc projevující se nejčastěji jako chronická autoimunitní tyroiditida (chronický zánět štítné žlázy), je autoimunitní onemocnění. Při tomto onemocnění dochází k napadání buněk štítné žlázy vlastním imunitním systémem. Jedná se o multifaktoriální onemocnění, ve kterém hrají roli genetické predispozice, vlivy vnějšího prostředí, životní styl a další faktory. Prevalence onemocnění v populaci dosahuje 5 %, je to tedy jedno z nejčastějších autoimunitních onemocnění, jedna z nejčastějších příčin hypotyreózy (snížené funkce štítné žlázy) a také nejběžnější endokrinní porucha. Hashimotova tyreoiditida postihuje převážně ženy, které tvoří 5× až 10× více pacientů než muži. Možné příčiny jsou rozličné. Vyžadují tedy celostní přístup a jsou neustále předmětem moderního výzkumu. V současnosti se však nejčastěji jen utlumuje hlavní symptom (hypotyreóza) doživotní suplementací hormonů, a navzdory výsledkům tohoto výzkumu, se příčiny v ČR ani netestují, ani neléčí.

## Symptomy
Rozvoj nemoci bývá pozvolný, než se objeví závažnější příznaky, může uplynout i řada let. Symptomy nemoci mohou odpovídat i dalším onemocněním, proto je nutné podezření na Hashimotovu tyreoiditidu ověřit krevními testy.
Ke klinickým obtížím spojeným s Hashimotovou tyreoiditidou se řadí:
- přibývání na váze
- pocity chladu
- únava
- deprese
- zácpa
- zvětšená štítná žláza
- suchá kůže
- řídnutí vlasů
- nepravidelné nebo těžké menstruační krvácení[3][4]

## Výskyt
Prevalence Hashimotovy tyreoiditidy je v evropské populaci přibližně 5 %, jedná se převážně o ženy. U mladých žen je pozorována vůbec nejvyšší incidence onemocnění. Hashimotova tyreoiditida je nejběžnější endokrinní onemocnění dětí . Významnou roli v rozvoji nemoci hraje dědičnost, například u nositelů alely HLA-DR5 je relativní riziko rozvoje Hashimotovy tyreoiditidy 3,2krát vyšší než u jedinců, kteří tuto alelu nenesou. Další alely asociované s Hashimotou tyreoiditidou jsou HLA-DR3 a HLA-DR4. Naopak spíše protektivní vliv, co se týče rozvoje nemoci, mají alely HLA-DR7 a HLA-DR13. U jednovaječných dvojčat je pozorována konkordance Hashimotovy tyreoiditidy v 50–70 %, u dvojvaječných dvojčat je tomu tak v 3–25 % případů. Častější výskyt Hashimotovy tyreoiditidy je také u pacientů trpících dalším autoimunitním onemocněním, jako je například diabetes 2. typu, celiakie, endometrióza, revmatoidní artritida nebo systémový lupus erytematodes. Vyšší prevalence je také u jedinců s Downovým syndromem, Klinefelterovým syndromem nebo Turnerovým syndromem. V případě Turnerova syndromu má Hashimotovu tyreoiditidu téměř každá druhá žena.
Incidence onemocnění je v posledních letech na vzestupu. Příčinou však mohou být citlivější testy i lepší povědomí o nemoci a spolupráce pacientů. Nárůst incidence autoimunitních chorob je však obecným trendem nehledě na tyto možné faktory.

## Etiopatogeneze
Genetické predispozice jsou častou podmínkou rozvoje Hashimotovy tyreoiditidy, ale nejsou dostačující. K manifestaci nemoci dochází pod vlivem působení faktorů vnějšího prostředí, jako je například nedostatečná výživa, infekce, stres, toxické prostředí, těžké kovy, plíseň, a léky nebo ozáření (např. při ozařování štítné žlázy coby nádorové terapii může dojít k odkrytí antigenů a namíření imunitního systému vůči tymocytům).
Suplementace jódu byla podle některých studií asociována s rozvojem Hashimotovy tyreoiditidy. V souvislosti s nemocí se také zkoumá význam konzumace lepku, nedostatek selenu, zinku a vitamínu D.
Přesný mechanismus, který vede k rozvoji Hashimotovy tyreoiditidy, není zcela známý. Hashimotova tyreoiditida je řazena mezi imunopatologie IV. typu, což jsou nemoci zprostředkované senzibilizovanými Th lymfocyty. Na základě genetických předpokladů a faktorů vnějšího prostředí může dojít ke ztrátě imunologické tolerance vůči vlastním tkáním. Autoreaktivní T-lymfocyty infiltrují štítnou žlázu a převáží Th1 lymfocyty, které pomohou aktivovat makrofágy. Tyto subpopulace buněk jsou zdrojem cytokinů významných pro cytotoxické T lymfocyty, které se podílí na destrukci tkáně štítné žlázy. Do imunopatologického procesu jsou zapojené také B-lymfocity, zodpovědné za produkci pro Hashimotovu tyreoiditidu typických protilátek.

## Vyšetření
K laboratornímu vyšetření mohou vést symptomy provázející Hashimotovu tyreoiditidu či rodinná anamnéza. Laboratorní diagnostika je založená na stanovení koncentrace tyreoidálního stimulačního hormonu (TSH), tyroxinu (T4) a trijodtyroninu (T3) v krvi a na detekci protilátek proti tyreoidální peroxidáze (TPOAb) a tyreoglobulinu (TgAb). Nezbytné je také vyšetření pomocí ultrazvuku, díky kterému je možné posoudit velikost štítné žlázy, přítomnost zvětšených mízních uzlin v okolí atd.

## Léčba
Jelikož je důsledkem onemocnění destrukce tkáně štítné žlázy a tedy snížení produkce jejích hormonů, spočívá léčba v doplňování jejich hladiny. Podávají se syntetické hormony (levotyroxin) obsažené v lécích jako je Euthyrox, Letrox a dalších.
Endokrinolog tedy léčí jen jeden důsledek onemocnění, ne její možné příčiny. Jejich diagnóza většinou vyžaduje různé lékařské specialisty a specializované testy (genetika, toxikologie apod.). Hashimoto je asociovaný s metabolickým syndromem (proto je častým symptomem nadváha), disfunkcí jater anebo ledvin (nejčastěji nealkoholicky ztučnělá játra[non-alcoholic fatty livers disease], která zabraňují správné detoxikaci těla), inzulínovou rezistencí, chronicky zvýšenou hladinou kortizolu (stresu), a tzv. syndromem narušené propustnosti střev [leaky gut syndrome]. Nezapomeňme, že dlouhodobě špatná výživa štítné žlázy je vždy také problémem, který je třeba řešit.
V některých případech, především pokud je štítná žláza už autoimunitou zničena nebo kvůli kosmetickým účelům (struma), je zvoleno chirurgické řešení, tedy odstranění štítné žlázy.